# Олексіївка (Рівненський район)
Олексі́ївка — село в Україні, у Рівненському районі Рівненської області. Населення становить 74 осіб.

## Географія
Селом протікає річка Місток.

## Історія
У 1906 році село Бугринської волості Острозького повіту Волинської губернії. Відстань від повітового міста 27 верст, від волості 6. Дворів 22, мешканців 132.

## Населення

### Мова
Розподіл населення за рідною мовою за даними перепису 2001 року:
| Мова       | Кількість | Відсоток |
| ---------- | --------- | -------- |
| українська | 74        | 100%     |